# Franziska Weber
Franziska Weber (senere Franziska John, født 24. maj 1989) er en tysk kajakroer, som har vundet talrige OL-, VM- og EM-medaljer. 
Hun kom første gang frem på den internationale kajakscene i 2009, hvor hun vandt både VM- og EM-sølv i enerkajak (henholdsvis 500 m og 1000 m). Hun har senere vundet adskillige medaljer, heraf fem guldmedaljer ved EM og fire ved VM.
Hun repræsenterede for første gang Tyskland ved OL 2012 i London, hvor hun stillede op i toer- og firerkajak. I fireren roede hun sammen med Carolin Leonhardt, Tina Dietze og Katrin Wagner-Augustin, og de vandt deres indledende heat klart. I finalen roede de en anelse hurtigere, men blev besejret af ungarerne, mens de akkurat holdt sig foran Belarus, der fik bronze. I K2 roede hun sammen med Tina Dietze, og de blev nummer to i deres indledende heat, inden de vandt deres semifinale foran de dobbelt ungarske mestre, Katalin Kovács og Natasa Dusev-Janics. I finalen lagde Dietze og Weber sig hurtigt i spidsen, og ingen af de øvrige kunne følge med dem, så de sikrede sig guldet over et sekund foran Kovács og Dusev-Janisc, mens polakkerne Karolina Naja og Beata Mikołajczyk sikrede sig bronze.
Ved OL 2016 i Rio de Janeiro stillede hun igen op i toer- og firerkajak på 500 meter og desuden var hun med i enerkajak. I toeren dannede hun igen par med Dietze, og de vandt deres indledende heat og kvalificerede sig derved direkte i finalen. Her blev det en tæt kamp mod et nyt ungarsk par, Gabriella Szabó og Danuta Kozák, der vandt med et forspring på blot 0,051 sekund. Tyskernes andenplads var sikker, mens polakkerne Naja og Mikołajczyk igen vandt bronze. I fireren var Dietze og Weber denne gang suppleret af Sabrina Hering og Steffi Kriegerstein, og de blev nummer tre i indledende heat, hvorpå de sikkert vandt deres semifinale. I finalen var den ungarske kajak hurtigst og vandt guld, mens tyskerne vandt sølv foran Belarus på tredjepladsen. I enerkajakken klarede hun sig sikkert videre til semifinalen, som hun vandt, men i finalen kunne hun ikke følge med de bedste og endte på en femteplads.